# エコム・ソリューションズ
株式会社エコム・ソリューションズは、かつてアメリカのハワイ及びヨーロッパ専門のモバイルWi-Fiルータレンタルサービスを行っていた電気通信事業者である。

## 概要
会社設立時は携帯電話レンタルサービスを行っており、官公庁をはじめとする企業を中心に取引を行っていた。その後、路線を変更し個人を中心としたモバイルWiFiルータレンタルサービスを行っていた。2013年に株式会社テレコムスクエアと合併してエコムはWiFiルータのブランドとして存続したが、翌年にはWi-Ho!にブランド統一された。

## 沿革
- 1998年　6月 会社設立、日本通信株式会社と業務提携、通信コンサルティング事業開始。
- 2001年　4月 有限会社エコム・ソリューションズ設立、国際携帯電話レンタルサービス開始。
- 2010年　5月 商号を株式会社エコム・ソリューションズに変更。本社所在地を東京都千代田区五番町へ移転。
- 2012年　国際携帯電話レンタルサービス終了。WiFiルータレンタルサービス専業となる。
- 2013年　株式会社テレコムスクエアと合併。テレコムスクエア社エコム事業部となる。

## 商品
アメリカ、ハワイ及びヨーロッパ専門のWiFiルータレンタルサービスを行っている。アメリカ、ハワイでの利用機種は全米第1位の携帯電話事業者であるベライゾン社の4G回線対応タイプである。ベライゾン社の4G回線はNTTドコモ等が採用しているLTEである。